# Catocala grisea
Catocala grisea là một loài bướm đêm trong họ Erebidae.